# Sasca Montană

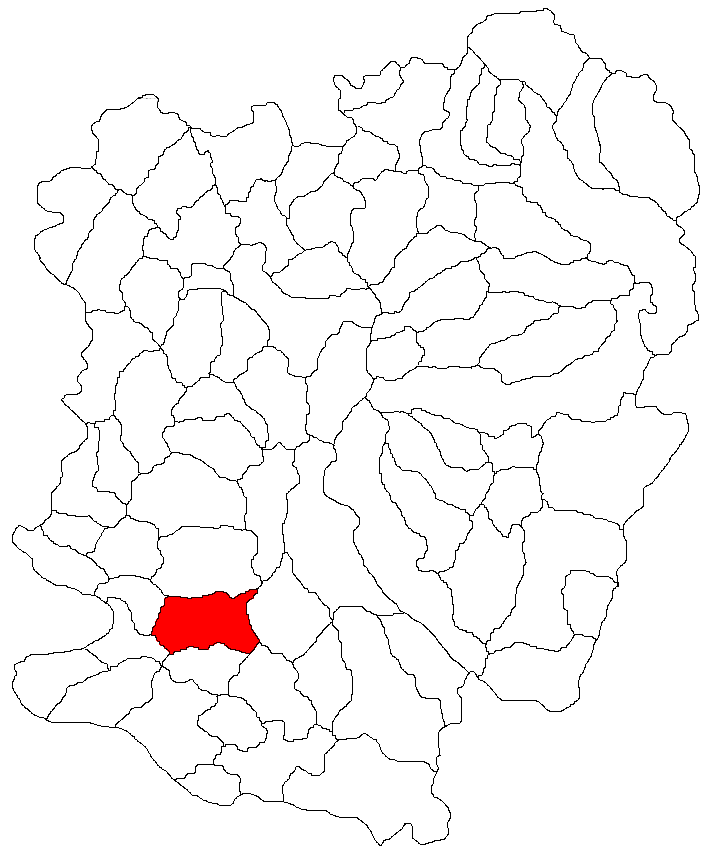
Lage der Gemeinde Sasca Montană im Kreis Caraș-Severin

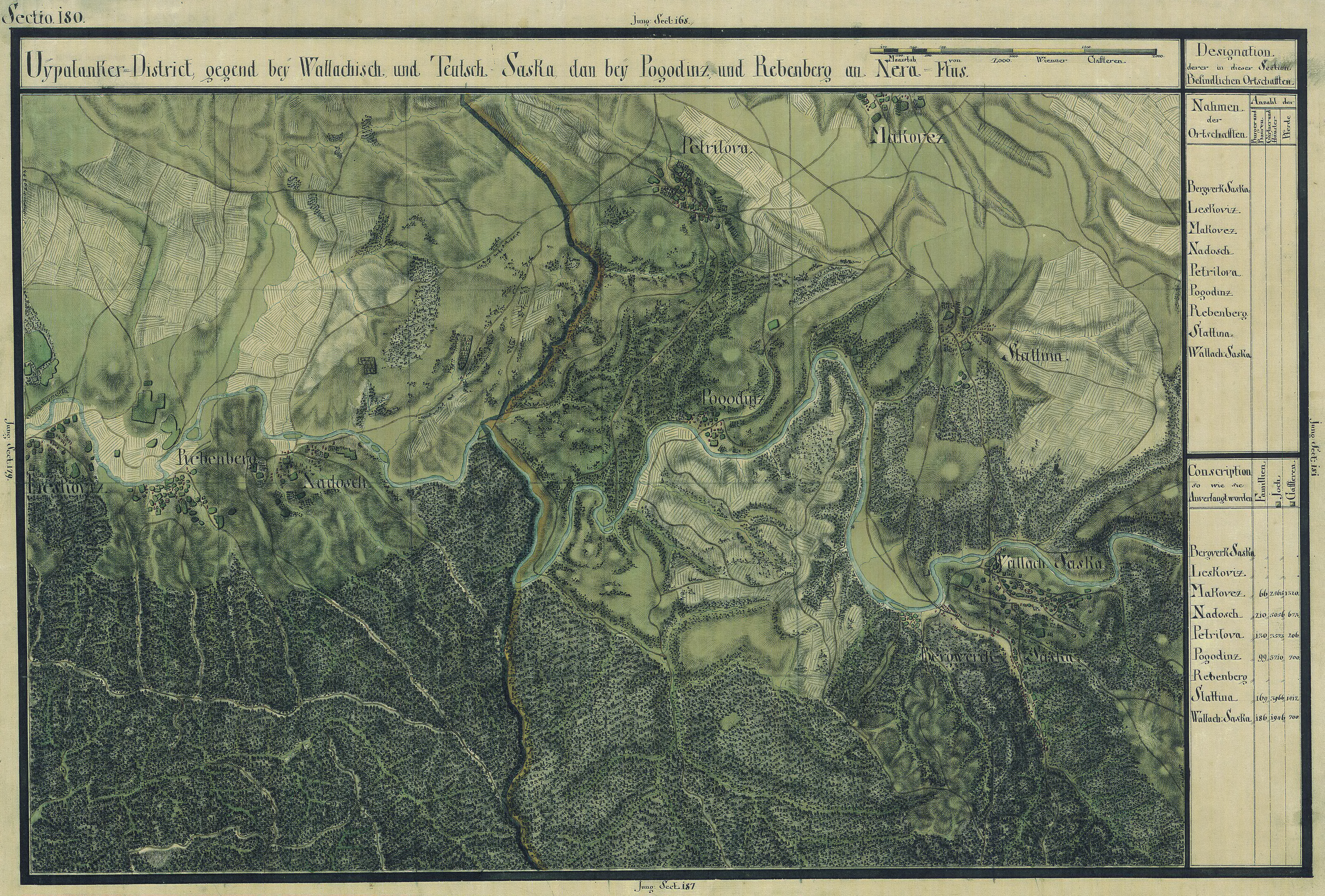
Josephinische Landesaufnahme

Sasca Montană (deutsch Deutsch Saska oder Montan Saska, ungarisch Szászkabánya) ist eine Gemeinde im Kreis Caraș-Severin in der Region Banat in Rumänien. Zur Gemeinde Sasca Montană gehören die Dörfer Bogodinț, Potoc, Sasca Română und Slatina-Nera.

## Geografische Lage
Sasca Montană liegt im Banater Bergland, im Südwesten des Kreises Caraș-Severin. Der Ort ist von dem Locva-Gebirge im Westen, dem Almăj-Gebirge im Südwesten und dem Anina-Gebirge im Nordosten umgeben. Sasca Montană befindet sich in 17 Kilometer Entfernung von der Nationalstraße (rumänisch: Drumul Național) DN 57. Es ist 30 Kilometer von der Stadt Oravița und 100 Kilometer von der Kreishauptstadt Reșița entfernt. Das Dorf erstreckt sich auf einer Länge von fast drei Kilometer entlang des Șușaratals. Begrenzt ist die Ortschaft südlich vom Gheorghe-Berg und nördlich vom Neratal.

## Nachbarorte
| Slatina-Nera | Sasca Română                                | Anina/Steierdorf |
| Naidăș       | Kompassrose, die auf Nachbargemeinden zeigt | Lăpușnicu Mare   |
| Moldova-Nouă | Cărbunari                                   | Târnova          |

## Geschichte
Erste Spuren menschlichen Lebens auf dem Gebiet des heutigen Sasca Montană stammen aus dem Neolithikum. Keramikfunde und ein Schwert aus Bronze belegen die Coțofeni- und die Hallstatt-Kultur. Erste Bergbauspuren stammen aus der Römerzeit.
In einem Dokument aus dem Jahre 1406 wurde ein "Fabianus paroh de Zaz" genannt und damit der Ortsname zum ersten Mal erwähnt. Der Ortsname "Zaz" lässt darauf schließen, dass hier Sachsen wohnten und der Ort nach seinen Bewohnern benannt wurde. Dokumente weisen auf Sachsen aus dem Erzgebirge hin, die im Mittelalter als Bergleute ins südliche Banat geholt wurden, das sie um 1520 auf der Flucht vor den Türken wieder verließen. Aus der Türkenzeit ist nichts überliefert, was auf die Fortführung des Bergbaus schließen ließe.
Nach dem Frieden von Passarowitz (1717) wurde das Banat durch die Wiener Hofkammer aufgebaut und bevölkert. Die amtliche Ortsbezeichnung war Deutsch-Saska. Aus den Erblanden kamen deutsche Bergleute, aus der Walachei rumänische Waldarbeiter, Köhler und Fuhrleute. Ab 1727 wurde das Maximilianische Berggesetz eingeführt und angewandt.
1741 wurde die Bergbauschule eröffnet. 1748–1754 fand die Inbetriebnahme von vier Schmelzhütten statt. Ab 1754 war Montan-Saska Sitz des Bergbauamtes.
Das Bergwerk Sasca Montană wurde 1773 von Kaiser Joseph II. und 1817 von Kaiser Franz I., der dem Ort die Rechte einer Bergstadt mit Marktrecht vergab, besucht. 
Durch den Verkauf der Banater Domänen an die StEG (1855) verlor der Bergbau im Montanbanat an Bedeutung. 1905 schloss die letzte Kupfergrube. 
Es begann eine starke Abwanderung der Arbeiter nach Steierdorf/Anina und Reșița aber auch nach Amerika.
In der Zwischenkriegszeit florierte Sasca Montană noch einmal als Bezirkszentrum des jetzt rumänischen Banats.
Nach 1952 wurde eine Erkundung der Erzreserven vorgenommen und zwischen 1973 und 1998 fand eine Wiederaufnahme der Bergbauaktivitäten statt. Heute ist die Bergbautätigkeit in Sasca Montană komplett eingestellt.
Nach dem Österreichisch-Ungarischen Ausgleich (1867) wurde das Banat dem Königreich Ungarn innerhalb der Doppelmonarchie Österreich-Ungarn angegliedert. 
Anfang des 20. Jahrhunderts wurde das Gesetz zur Magyarisierung der Ortsnamen (Ga. 4/1898) umgesetzt. Der amtliche Ortsname war Szászkabánya.
Die ungarischen Ortsbezeichnungen blieben bis zur Verwaltungsreform von 1923 im Königreich Rumänien gültig, als die rumänischen Ortsnamen eingeführt wurden.
Der Vertrag von Trianon am 4. Juni 1920 hatte die Dreiteilung des Banats zur Folge, wodurch Sasca Montană an das Königreich Rumänien fiel.

## Tourismus
Schon 1886 verglich „Cornel Chyzer“ in seinem Wegweiser Saska mit dem bekannten Bergort Bad Aussee. Durch die Gründung des „Südungarischen Karpatenvereins“ wurde die Gegend touristisch ausgewertet. 
In unmittelbarer Nähe befindet sich das kleine Heilbad Șușara. Sasca Montană ist Ausgangspunkt in die von mesozoischem Kalkgestein geprägte Natur.
Für Sportliebhaber sind Wanderungen auf markierten Wegen, Rafting, Alpinismus, Radfahren, Bungeespringen oder Reiten angesagt. Ebenso kann Speläologie betrieben werden.
Die Liebhaber der Industriearchäologie können den Wasserzufuhrkanal der Schmelzhütte Maximilian, einige Werksgebäude aus dem 18. Jahrhundert, einen historischen Teich oder Grubeneingänge besichtigen. Aber auch das Sammeln von Mineralien, Gesteinen und Schlacken auf alten Grubenhalden und Steinbrüchen ist möglich.
Zum Schutz der vielfältigen Fauna und Flora wurde 1990 der Nationalpark Cheile Nerei-Beușnița gegründet. Der Nationalpark erstreckt sich auf etwa 37.000 Hektar. Die wichtigsten Sehenswürdigkeiten sind die Seen „Ochiul Beiului“ und „Lacul Dracului“, die Wasserfälle „Șușara“ und „Beușnița“ und über 400 bisher entdeckte Höhlen. Besichtigen kann man auch das „Kloster Nera“, wo die Nonnen verschiedene Homöopathische Arzneimittel aus Pflanzen herstellen.
Der Geologe „Mihai Tăutu“ eröffnete in Sasca Montană ein kleines ethnologisches Museum, in dem Gebrauchsgegenstände wie etwa Möbelstücke, Handarbeiten, Teppiche, Haushaltsgeräte, Türen und Tore, Bücher, Briefmarken ausgestellt sind.
Durch grenzüberschreitende Zusammenarbeit mit der Stadtverwaltung Werschetz und der Kreisverwaltung Caraş-Severin wird eine gemeinsame Datenbank bezüglich der Infrastruktur und der regionalen Veranstaltungen gepflegt. Das „Touristen-Informationszentrum“ in Sasca Montană wurde 2009 mit EU-Geldern eröffnet und hat als Ziel, den Nationalpark Cheile Nerei-Beușnița zu fördern und die Touristen über die Gegend und Sehenswürdigkeiten zu informieren.

## Römisch-katholische Kirche
Am 4. Oktober 1751, am Tag des Heiligen Franz von Assisi, wurde die römisch-katholische Kirche in Sasca Montană geweiht. Die Kirche ist im Wiener Barockstil erbaut. Im Innern wird ein Muttergottesbild aufbewahrt, von dem gesagt wird, dass es die ersten Siedler aus ihrer angestammten Heimat Tirol mitgebracht haben. Es hängt auch heute noch in einem Barockrahmen im Kircheninneren. An den großen Marienfeiertagen kamen früher Wallfahrer aus Neu-Moldowa, aus den böhmischen Dörfern, die nahe der Donau liegen, und vor dem Ersten Weltkrieg auch Gläubige aus Weißkirchen nach Saska.

## Demografie
Die demografische Entwicklung der Gemeinde Sasca Montană, einschließlich der eingegliederten Dörfer:
| 1880 | 7876 | 6931 | 32  | 857 | 56            |
| 1910 | 6904 | 6318 | 100 | 441 | 45            |
| 1977 | 3316 | 3223 | 9   | 40  | 44            |
| 1992 | 2300 | 2262 | 11  | 20  | 7             |
| 2002 | 1887 | 1848 | 13  | 12  | 14            |
| 2011 | 1593 | 1460 | 6   | 7   | 120 (62 Roma) |
| 2021 | 1292 | 1157 | -   | -   | 135 (27 Roma) |